# Verdrag van Passau
Het Verdrag van Passau was een vredesverdag dat op 2 augustus 1552 werd gesloten tussen Habsburgse keizer Karel V en de protestantse Duitse vorsten onder leiding van Maurits van Saksen.
Keizer Karel V had de protestantse vorsten overwonnen in de Slag bij Mühlberg in 1547. Vele protestantse vorsten waren ontevreden met de godsdienstige bepalingen uit het Interim van Augsburg dat hen was opgelegd na hun nederlaag. In januari 1552 vormden een aantal onder hen, onder de leiding van Maurits van keurvorst van Saksen, een bondgenootschap met Hendrik II van Frankrijk bij het verdrag van Chambord. In ruil voor geldmiddelen en bijstand van koninkrijk Frankrijk werden Hendrik II gebieden in Oost-Duitsland beloofd. In de daaropvolgende vorstenoorlogen, werd Karel V door het protestantse bondgenootschap van Duitsland naar Italië verdreven, terwijl Hendrik II van Frankrijk bezit nam van de drie bisschopssteden Metz, Verdun en Toul.
Drie decennia godsdienstoorlogen moe, waarborgde keizer Karel V ten slotte in augustus 1552 de lutheranen godsdienstvrijheid in het Verdrag van Passau. Het Interim van Augsburg werd opgeschort. De protestantse vorsten die tijdens de Schmalkaldische Oorlog gevangen waren genomen, Johan Frederik van Saksen en Filips I van Hessen, werden vrijgelaten.